# Carl Roes
Carl Roes (Herentals, 29 augustus 1968) is een Belgisch voormalig wielrenner. Hij was in 1993 Belgisch kampioen bij de amateurs. Zijn oudere broer Peter Roes en zijn oom Jos Huysmans waren ook wielrenners.

## Belangrijkste overwinningen
1987
- Ronde van Vlaanderen, Junioren

1989
- Schaal Sels

1993
- Belgisch kampioen op de weg, Amateurs
- Schaal Sels

## Grote rondes
Geen